# Hemipeplus angustipennis
Hemipeplus angustipennis är en skalbaggsart som beskrevs av Darren A. Pollock 1999. Hemipeplus angustipennis ingår i släktet Hemipeplus och familjen Mycteridae. Inga underarter finns listade i Catalogue of Life.